# Elezioni regionali in Molise del 2013
Le elezioni regionali in Molise del 2013 si sono svolte in data 24 e 25 febbraio, a seguito della sentenza del Consiglio di Stato del 29 ottobre 2012 che ha annullato le consultazioni del 2011. Al termine dello scrutinio è stato eletto presidente della Regione Paolo Di Laura Frattura (Partito Democratico) con il 44,70% contro il 25,80% ottenuto da Angelo Michele Iorio (PdL).
Su 332 379 elettori hanno votato in 204.859 ovvero il 61,63%; in base ai risultati del voto viene eletto presidente Paolo Di Laura Frattura.

## I candidati alla presidenza
- Paolo Di Laura Frattura - centrosinistra, sostenuto da 9 liste in provincia di Campobasso e 6 liste in provincia di Isernia, Partito Democratico, Italia dei Valori, Sinistra Ecologia Libertà, Partito Socialista Italiano, Rialzati Molise, Popolari UDEUR, presenti in entrambe le circoscrizioni e Partito dei Comunisti Italiani, Unione per il Molise e Noi per il Molise, presenti solo nella circoscrizione di Campobasso[2];
- Antonio Federico, sostenuto dal Movimento 5 Stelle[3], che presenta liste in entrambe le circoscrizioni[4];
- Massimo Romano, sostenuto da 3 liste, Costruire Democrazia e Fare Molise in entrambe le circoscrizioni e Democratici per il Molise nella sola circoscrizione di Campobasso[5][6][7];
- Angelo Michele Iorio - centrodestra, sostenuto da 5 liste, di cui 4 presenti in tutte le circoscrizioni Unione di Centro, Grande Sud, La Destra e Progetto Molise, mentre la lista del Popolo della Libertà è presente solo nella circoscrizione di Campobasso essendo stata esclusa a Isernia per alcuni vizi sulla presentazione delle candidature[8][9];
- Antonio De Lellis, sostenuto da Rivoluzione Democratica, (lista composta da rappresentanti del Partito della Rifondazione Comunista, della Federazione dei Verdi e da movimenti civici di sinistra), che presenta le sue liste in entrambe le circoscrizioni[10][11][12];
- Camillo Colella, sostenuto dalla lista "Lavoro Sport e Sociale", presente al proporzionale solo a Isernia.

## Affluenza
Il corpo elettorale per le elezioni del 24, 25 febbraio 2013 risultava composto da 332.379 elettori. Alla chiusura dei seggi l'affluenza definitiva si è attestata al 61,63%, in aumento rispetto al 2013 del 1,84%.
| Provincia  | Affluenza | Variazione |
| ---------- | --------- | ---------- |
| Molise     | 61,63%    | 1,84%      |
| Campobasso | 62,55%    | 2,81%      |
| Isernia    | 59,35%    | 0,59%      |

## Risultati
|                                                                 | Paolo Di Laura Frattura (Il Molise per tutti) ✔️ Presidente     | 85 881                                                          | 44,70 | Partito Democratico     | 24 892  | 14,84 | 3  |  |  |
| Rialzati Molise                                                 | Paolo Di Laura Frattura (Il Molise per tutti) ✔️ Presidente     | 85 881                                                          | 44,70 | 14 282                  | 8,51    | 1     |    |  |  |
| Italia dei Valori                                               | Paolo Di Laura Frattura (Il Molise per tutti) ✔️ Presidente     | 85 881                                                          | 44,70 | 12 156                  | 7,25    | 1     |    |  |  |
| Unione per il Molise                                            | Paolo Di Laura Frattura (Il Molise per tutti) ✔️ Presidente     | 85 881                                                          | 44,70 | 11 022                  | 6,57    | 1     |    |  |  |
| Popolari UDEUR                                                  | Paolo Di Laura Frattura (Il Molise per tutti) ✔️ Presidente     | 85 881                                                          | 44,70 | 6 831                   | 4,07    | 1     |    |  |  |
| Partito dei Comunisti Italiani                                  | Paolo Di Laura Frattura (Il Molise per tutti) ✔️ Presidente     | 85 881                                                          | 44,70 | 5 512                   | 3,29    | 1     |    |  |  |
| Sinistra Ecologia Libertà                                       | Paolo Di Laura Frattura (Il Molise per tutti) ✔️ Presidente     | 85 881                                                          | 44,70 | 5 015                   | 2,99    | 1     |    |  |  |
| Partito Socialista Italiano                                     | Paolo Di Laura Frattura (Il Molise per tutti) ✔️ Presidente     | 85 881                                                          | 44,70 | 3 149                   | 1,88    | –     |    |  |  |
| Noi per il Molise                                               | Paolo Di Laura Frattura (Il Molise per tutti) ✔️ Presidente     | 85 881                                                          | 44,70 | 1 282                   | 0,76    | –     |    |  |  |
| Seggi assegnati alla lista regionale                            | Seggi assegnati alla lista regionale                            | Seggi assegnati alla lista regionale                            | 44,70 | 4                       |         |       |    |  |  |
|                                                                 | Angelo Michele Iorio (Il Molise)                                | 49 567                                                          | 25,80 | Il Popolo della Libertà | 17 310  | 10,32 | 2  |  |  |
| Unione di Centro                                                | Angelo Michele Iorio (Il Molise)                                | 49 567                                                          | 25,80 | 10 514                  | 6,27    | 1     |    |  |  |
| Grande Sud                                                      | Angelo Michele Iorio (Il Molise)                                | 49 567                                                          | 25,80 | 8 565                   | 5,10    | 1     |    |  |  |
| Progetto Molise                                                 | Angelo Michele Iorio (Il Molise)                                | 49 567                                                          | 25,80 | 7 383                   | 4,40    | –     |    |  |  |
| La Destra - Riformisti                                          | Angelo Michele Iorio (Il Molise)                                | 49 567                                                          | 25,80 | 2 440                   | 1,45    | –     |    |  |  |
| Seggio assegnato al candidato presidente classificatosi secondo | Seggio assegnato al candidato presidente classificatosi secondo | Seggio assegnato al candidato presidente classificatosi secondo | 25,80 | 1                       |         |       |    |  |  |
|                                                                 | Antonio Federico                                                | 32 200                                                          | 16,76 | Movimento 5 Stelle      | 20 437  | 12,18 | 2  |  |  |
|                                                                 | Massimo Romano (Vincere per cambiare)                           | 21 160                                                          | 11,01 | Costruire Democrazia    | 8 503   | 5,07  | 1  |  |  |
| Fare Molise                                                     | Massimo Romano (Vincere per cambiare)                           | 21 160                                                          | 11,01 | 4 941                   | 2,94    | –     |    |  |  |
| Democratici per il Molise                                       | Massimo Romano (Vincere per cambiare)                           | 21 160                                                          | 11,01 | 1 114                   | 0,66    | –     |    |  |  |
|                                                                 | Antonio De Lellis                                               | 2 158                                                           | 1,12  | Rivoluzione Democratica | 1 562   | 0,93  | –  |  |  |
|                                                                 | Camillo Colella                                                 | 1 141                                                           | 0,59  | Lavoro Sport e Sociale  | 873     | 0,52  | –  |  |  |
| Totale                                                          | Totale                                                          | 192 107                                                         | 100   |                         | 167 783 | 100   | 21 |  |  |
|                                                                 |                                                                 |                                                                 |       |                         |         |       |    |  |  |
| Schede bianche                                                  | Schede bianche                                                  | 4 949                                                           | 2,42  |                         |         |       |    |  |  |
| Schede nulle                                                    | Schede nulle                                                    | 7 803                                                           | 3,81  |                         |         |       |    |  |  |
| Votanti                                                         | Votanti                                                         | 204 859                                                         | 61,63 |                         |         |       |    |  |  |
| Elettori                                                        | Elettori                                                        | 332 379                                                         |       |                         |         |       |    |  |  |
|                                                                 |                                                                 |                                                                 |       |                         |         |       |    |  |  |
| Fonte: Ministero dell'interno                                   |                                                                 |                                                                 |       |                         |         |       |    |  |  |

## Consiglieri eletti
| Collegio           | Lista                          | Eletto                       | Preferenze |
| ------------------ | ------------------------------ | ---------------------------- | ---------- |
| Collegio regionale | Il Molise di tutti             | Paolo Di Laura Frattura      |            |
| Collegio regionale | Il Molise di tutti             | Francesco Totaro             |            |
| Collegio regionale | Il Molise di tutti             | Carmelo Parpiglia            |            |
| Collegio regionale | Il Molise di tutti             | Vincenzo Niro                |            |
| Collegio regionale | Il Molise                      | Angelo Michele Iorio         |            |
| Campobasso         | Partito Democratico            | Michele Pietraroia           | 3.387      |
| Campobasso         | Partito Democratico            | Domenico Di Nunzio           | 1.042      |
| Campobasso         | Movimento 5 Stelle             | Antonio Federico             | 2.064      |
| Campobasso         | Movimento 5 Stelle             | Patrizia Manzo               | 1.218      |
| Campobasso         | Il Popolo della Libertà        | Angiolina Fusco Perrella     | 4.052      |
| Campobasso         | Il Popolo della Libertà        | Nicola Cavaliere             | 2.361      |
| Campobasso         | Italia dei Valori              | Cristiano Di Pietro          | 2.053      |
| Campobasso         | Unione per il Molise           | Vittorino Facciolla          | 3.711      |
| Campobasso         | Unione di Centro               | Giuseppe Sabusco             | 2.784      |
| Campobasso         | Grande Sud                     | Salvatore Micone             | 1.742      |
| Campobasso         | Costruire Democrazia           | Filippo Monaco               | 1.194      |
| Campobasso         | Popolari UDEUR                 | Vincenzo Niro                | 1.726      |
| Campobasso         | Partito dei Comunisti Italiani | Salvatore Ciocca             | 1.479      |
| Campobasso         | Sinistra Ecologia Libertà      | Domenico detto Nico Ioffredi | 898        |
| Isernia            | Partito Democratico            | Massimiliano Scarabeo        | 2.768      |
| Isernia            | Rialzati Molise                | Vincenzo Cotugno             | 4.047      |